# Cylichnidia
Cylichnidia è un genere di molluschi gasteropodi polmonati terrestri della famiglia Ferussaciidae.

## Specie
Le specie del genere Cylichnidia comprendono:
- Cylichnidia ovuliformis